# Westbury (Nova Iorque)
Westbury é uma aldeia na vila de North Hempstead, que pertence ao estado de Nova Iorque, Estados Unidos. Segundo o censo dos Estados Unidos, em 2020 a população foi de 15 864 habitantes e a área de terra é de 2,37 milha quadradas (6,1 km2).
Começou em 1675 como um povoado de Quakers, que construiu um meeting house ("casa de reuniões" - os Quakers não usam igrejas consagradas) em 1700, no entanto, a aldeia não foi incorporada até 1932.

## Geografia
De acordo com o Departamento do Censo dos Estados Unidos, a aldeia tem uma área de 6,1 km², dos quais todos os 6,1 km² estão cobertos por terra.

## Demografia
Desde 1940, o crescimento populacional médio, a cada dez anos, é de 21,7%.

### Censo 2020
Segundo o censo nacional de 2020, a sua população é de 15 864 habitantes e sua densidade populacional de 2 613,6 hab/km². Seu crescimento populacional na última década foi de 4,7%, próximo do crescimento estadual de 4.2%.
Possui 5 265 residências que resulta em uma densidade de 867,4 residências/km² e uma redução de -0,1% em relação ao censo anterior. Deste total, 3,5% das unidades habitacionais estão desocupadas. A média de ocupação é de 3,1 pessoas por residência.
A renda familiar média é de 101 250 dólares e a taxa de emprego é de 63,8%.